# B-geheugencel
Een B-geheugencel is een B-cel die gevormd wordt na een primaire infectie, dat wil zeggen een infectie door een voor het lichaam onbekend pathogeen. Het deel van een pathogeen dat het lichaam waarschuwt voor de infectie is het antigeen. Een antigeen is een eiwit- of polysacharidemolecuul dat zich aan de buitenkant van het binnengedrongen micro-organisme of virus bevindt en dat door het afweersysteem als lichaamsvreemd wordt herkend.  
Bij de activatie van een B-cel door specifieke antigeen-herkenning, start de proliferatie en differentiatie tot antilichaam-producerende plasmacellen. Daarnaast worden ook antigeen-specifieke geheugencellen aangemaakt die pas later, bij een eventuele latere infectie van hetzelfde agens (organisme of deeltje) prolifereren tot nieuwe plasmacellen.
Deze niet-primaire respons, dat wil zeggen de reactie na een tweede infectie door hetzelfde pathogeen, zal tot gevolg hebben dat activatie en werking van het immuunsysteem veel sneller plaats zal vinden, omdat er nog specifieke geheugencellen aanwezig zijn van de vorige infectie (de zogenaamde somatische mutatie heeft reeds specifiekere receptoren geselecteerd). 
Dit is tevens het voordeel van vaccinatie.